# Atomaria coloradensis
Atomaria coloradensis is een keversoort uit de familie harige schimmelkevers (Cryptophagidae). De wetenschappelijke naam van de soort werd in 1900 gepubliceerd door Thomas Lincoln Casey.